# Axelle Kabou
Axelle Kabou (1955) es una periodista y escritora camerunés.

## Carrera
Kabou estudió economía y comunicación. Su libro de 1991 Et si l'Afrique refusait le developpement (¿Y si África se niega al desarrollo?) ha sido objeto de estudio. En él se examina la falta de voluntad y la incapacidad de los africanos y de las élites africanas para tomar el desarrollo del continente en sus propias manos sin depender de la ayuda exterior.
Hoy en día, varios intelectuales africanos como Roger Tagri, George Ayittey, Andrew Mwenda, James Shikwati y Chika Onyeani coinciden con su análisis, siendo Robert Mugabe uno de los más destacados ejemplos de crítica. El libro también ha sido traducido al alemán, reforzando la fuerte crítica de Brigitte Erler contra los conceptos clásicos de la ayuda exterior alemana.